# Sylvain Franco
Pour les articles homonymes, voir Franco.
Sylvain Franco est un footballeur français né le 21 février 1983 à Bayonne et qui évolue au poste d'attaquant. Arrivé aux Girondins de Bordeaux à l'âge de 15 ans, il a été formé au club.

## Biographie
Formé aux Girondins de Bordeaux, Sylvain Franco perd en finale de la Coupe nationale des moins de 17 ans 2000-2001 aux côtés de Chamakh notamment et face au FC Metz (2-1) d'Emmanuel Adebayor.
En 2002, Sylvain Franco commence sa carrière professionnelle dans l'équipe réserve des Girondins de Bordeaux, en CFA. Repéré par l'entraineur Élie Baup, il fait ses débuts en Ligue 1 la saison suivante, jouant onze rencontres, dont une en coupe de l'UEFA, et marquant un but en championnat de France. Il décroche même une sélection en équipe de France espoir, le 30 mars 2004, face aux Pays-Bas à Tilbourg. Mais il est prêté à Pau l'année suivante, une équipe de National. Utilisé seulement à sept reprises, pour deux buts marqués, il voit son contrat non renouvelé à l'issue de cette expérience, une décision du club notamment motivée par ses blessures récurrentes. En 2006 alors qu'il est âgé de 24 ans, il fait son retour avec l'équipe de Mérignac, en Division d'Honneur, mais il a alors déjà tiré un trait sur le football professionnel.

## Carrière
- 2002-2003 : Girondins de Bordeaux (CFA)
- 2003-2004 : Girondins de Bordeaux
- 2004-2005 : Pau Football Club (National)